# Mrówka żniwiarka
Mrówka żniwiarka (Messor barbarus) – gatunek mrówek o wyspecjalizowanym trybie życia.

## Odżywianie
Odżywiają się głównie nasionami lnu i innych roślin, których nasiona są wyposażone w ciałka mrówcze (tzw. elajosomy).

## Morfologia
Mrówki w zależności od pełnionej funkcji różnią się morfologicznie.

### Królowa
Wielkość od 14 do 18 mm. Jednolicie czarna, z wyjątkiem głowy, która może być czerwonoczarna, błyszcząca.

### Samiec
Wielkość od 7 do 9 mm. Czarny, porośnięty żółtawymi włoskami.

### Robotnice
Wśród robotnic występuje polimorfizm kastowy. Wyróżnić można piastunki, zbieraczki i żołnierzy. Wielkość od 3 do 14 mm. 
Czarne z czerwonawymi odnóżami i szczękami.

### Robotnice major – żołnierze
Największe z owadów gatunku. Czarne z wyjątkiem pomarańczowej ogromnej głowy.

## Ekologia
Mrówka żniwiarka wybiera tereny lekko wilgotne otoczone dużymi ilościami roślinności.
Mrówki żołnierze bronią gniazda m.in. wydzielając specjalny płyn do walki z przeciwnikiem oraz feromony, które powodują napływ kolejnych mrówek typu Major. Królowa gatunku messor barbarus całe życie spędza w oddzielnej komorze ok. 40 cm w głąb ziemi, gniazdo jest zakładane w sposób klasztorny.

## Rozmnażanie
Lot godowy rozpoczyna się wczesną jesienią tuż po ostatnich letnich burzach. Jedynie przy dosyć wysokiej wilgotności i temperaturze może dojść do zaplemnienia, które odbywa się w locie Tuż po zaplemnieniu oba osobniki spadają na ziemię, samica po odnalezieniu odpowiedniego podłoża (preferuje żwirowe) pozbywa się skrzydeł, tworzy podziemną komorę i zasklepia jej wejście.
Królowa składa pakiet jaj. Z jaj wykluwają się larwy, które karmi zużywając zapasy zmagazynowane w odwłoku i metabolizując niepotrzebne już mięśnie skrzydeł. Z zapłodnionych jaj powstają robotnice, natomiast z niezapłodnionych samce. Samce występują w rozwiniętej kolonii, ich rola ogranicza się do kopulacji po której umierają. Królowa mrówek ma zdolność kontrolowania procesu rozrodczego w kolonii, ale to jest determinowane przez potrzeby kolonii i warunki środowiskowe.

## Znaczenie w gospodarce
Mrówki tego gatunku przyczyniają się do rozsiewania wielu gatunków roślin m.in. lnu.

## Występowanie
- Grecja
- Włochy
- Chorwacja
- Francja (południowa)
- Portugalia
- Turcja

## Podgatunki
- Messor barbarus barbarus Linnaeus, 1767
- Messor barbarus gallaoides Santschi, 1929
- Messor barbarus mediosanguineus Donisthorpe, 1946
- Messor barbarus nigricans Santschi, 1929
- Messor barbarus politus Karavaiev, 1912
- Messor barbarus sahlbergi Forel, 1913
- Messor barbarus santschii Emery, 1908